# Permanent Multipurpose Module

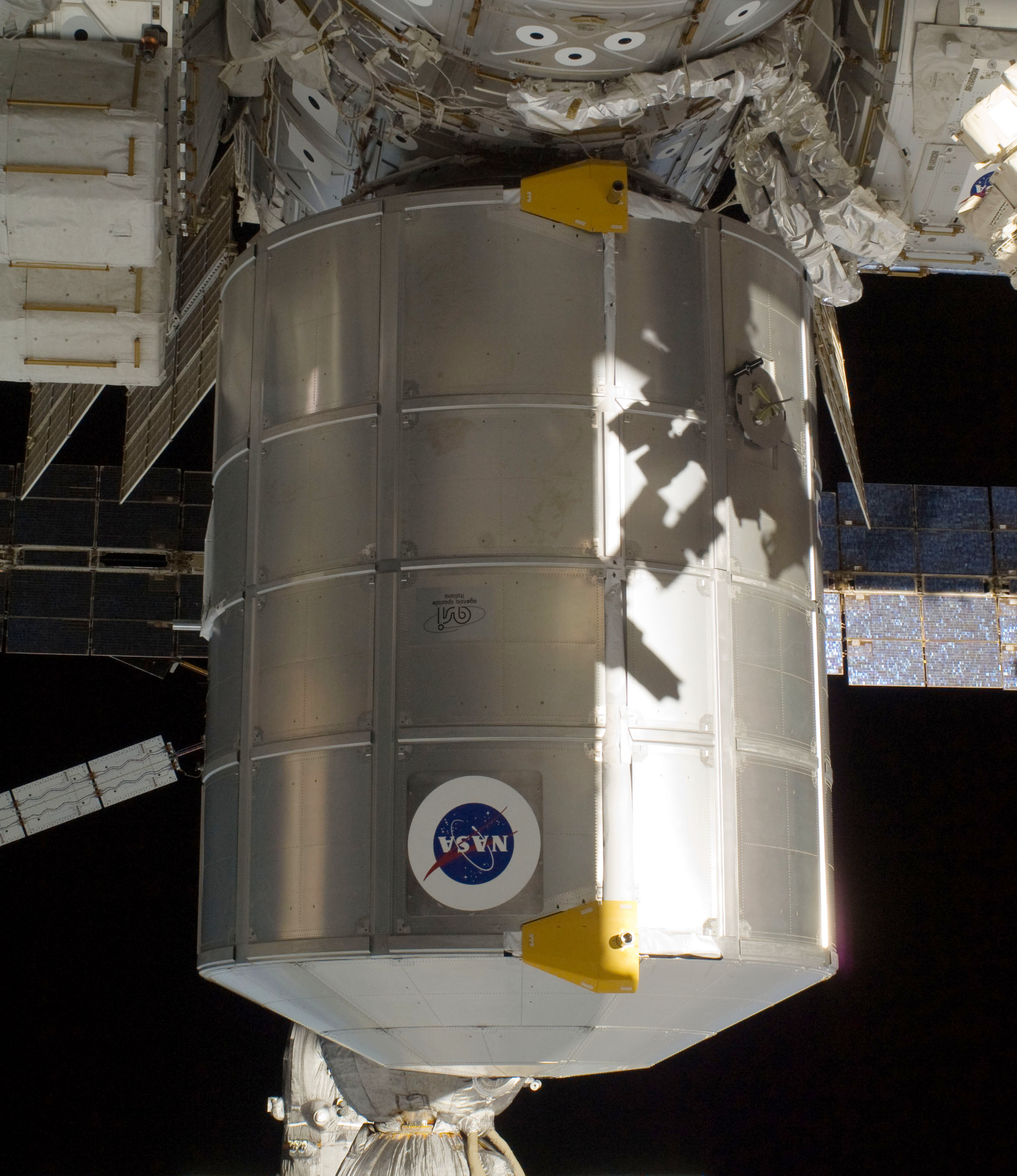
Leonardo Permanent Multipurpose Module

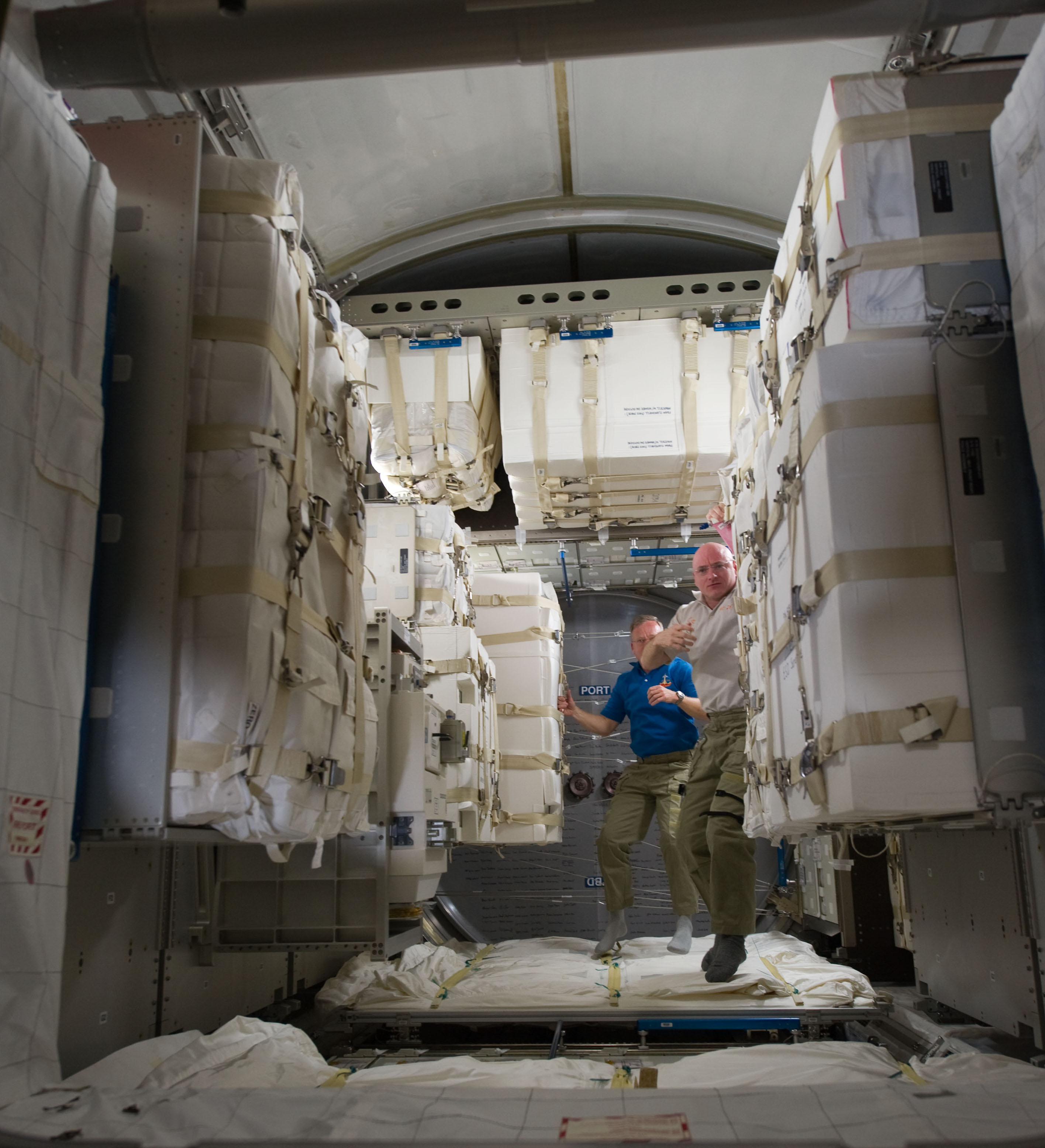
Interno del modulo

Il modulo polifunzionale permanente (Permanent Multipurpose Module, PMM) "Leonardo" è un modulo della Stazione spaziale internazionale. È stato lanciato a bordo dello Space Shuttle STS-133 il 24 febbraio 2011 e fu quindi installato il successivo 1º marzo sul Node 1 sul portello in direzione del nadir. "Leonardo" è principalmente usato per immagazzinare parti di ricambio, rifornimenti e materiale di scarto della ISS. Il modulo PMM "Leonardo" inizialmente era usato come Multi-Purpose Logistic Module (MPLM) per il trasporto di materiale per la ISS a bordo degli Shuttle fino al 2011, quando fu modificato per la sua configurazione attuale. Il modulo "Leonardo", insieme al "Raffaello" ed al "Donatello", fu uno dei tre moduli MPLM usati per trasportare materiale da e verso la Stazione Spaziale Internazionale. Il modulo è intitolato al celebre scienziato Leonardo Da Vinci.

## Storia
Inizialmente Leonardo era uno dei tre MPLM, i moduli logistici multifunzionali utilizzati nei voli Shuttle per trasferire il materiale da e verso la Stazione Spaziale Internazionale nel periodo fra il 2001 ed il 2011. I moduli erano stati realizzati dalla italiana Alenia Aerospazio con finanziamento dell'Agenzia Spaziale Italiana, la quale riceveva in cambio tempo per l'accesso alle risorse della stazione spaziale. Già nel 2004 venne previsto il termine di utilizzo dei moduli a causa della fine del programma Shuttle previsto per il 2011. Contemporaneamente, la Stazione Spaziale aveva bisogno di spazio per immagazzinare materiale.
Una proposta Europea suggeriva di equipaggiare l'MPLM con avanzate protezioni per micro-meteoriti e detriti spaziali, di un sistema di raffreddamento e di lasciarlo permanentemente agganciato alla Stazione Spaziale. Il costo per la modifica fu stimato fra i 20 e i 40 milioni di dollari. La proposta venne rifiutata dalla NASA perché avrebbe richiesto modifiche ai piani attuali e costi addizionali.
Le discussioni continuarono ed i manager considerarono la possibilità che l'STS-133, a quel tempo considerato come ultimo Shuttle, lasciasse il suo MPLM definitivamente agganciato alla Stazione Spaziale
ipotesi confermata il 5 agosto 2009
.
Nell'ottobre 2009 venne quindi deciso che il MPLM Leonardo, usato solo in 6 missioni, sarebbe stato opportunamente modificato e lasciato permanentemente agganciato alla stazione spaziale diventando così il PMM, "Permanent Multipurpose Module". Si veniva così a realizzare un magazzino per parti di ricambio, materiale scientifico e rifiuti in attesa di smaltimento.
Il 27 maggio 2015 è stato spostato dal portellone nadir (rivolto verso la terra) del modulo Unity al portellone rivolto verso la parte anteriore del modulo Tranquility dai membri dell'Expedition 46.

## Modifiche tecniche

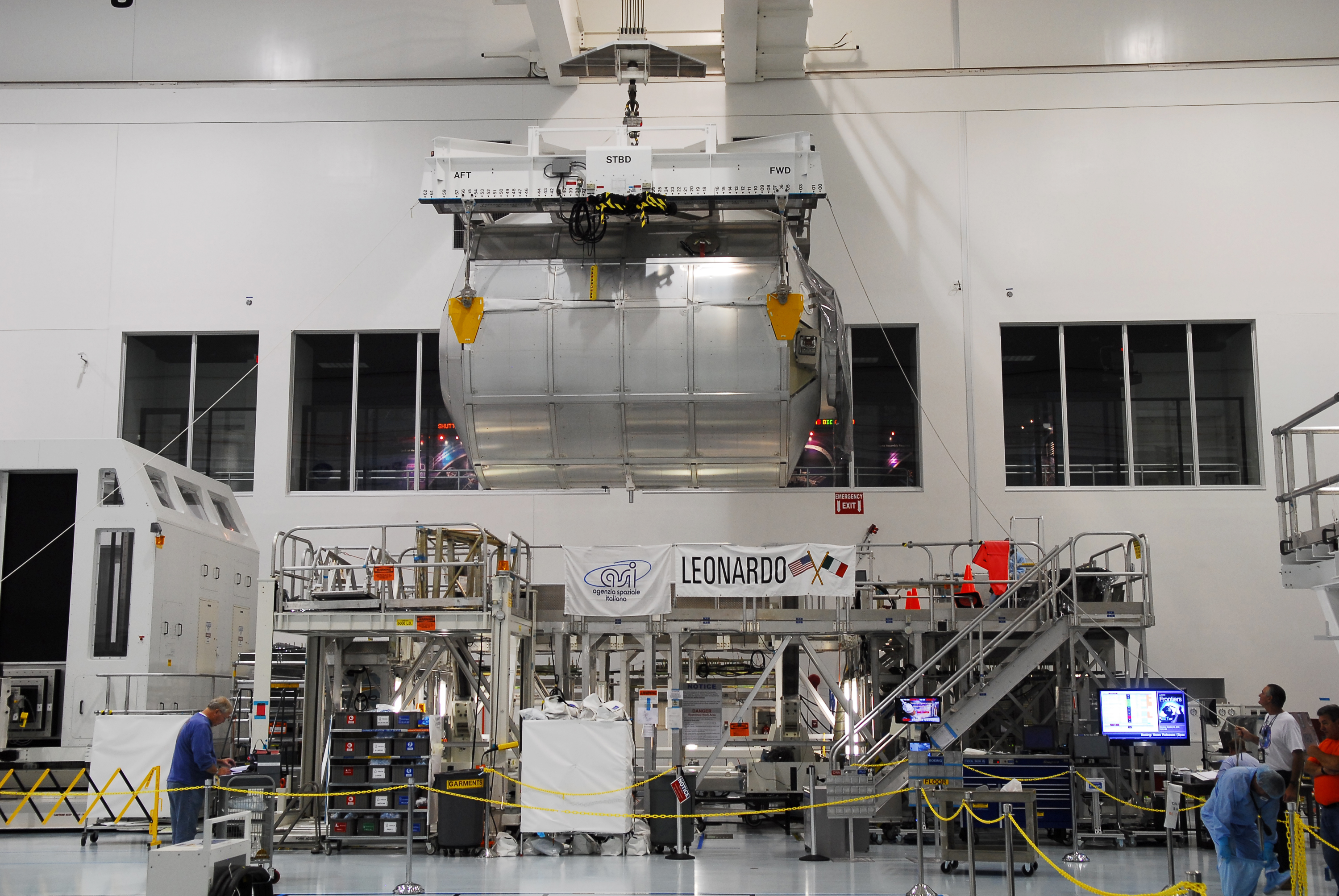
PMM Leonardo alla Space Station Processing Facility (SSPF).

Il modulo Leonardo compì la sua ultima missione come MPLM il 20 aprile 2010 durante la missione shuttle STS-131. Al suo ritorno fu portato alla Space Station Processing Facility (SSPF) presso il Kennedy Space Center in Florida per permettere alla NASA di effettuare diverse modifiche tecniche e per essere quindi convertito da MPLM in un modulo permanente della Stazione Spaziale "PMM". Le principali modifiche furono:
- Rimozione del "+Y grapple fixture" (Flight Releasable Grapple Fixture, o FRGF), il sistema di aggancio dei moduli della ISS.
- Rimozione del ROFU (Remotely Operated Fluid Umbilical)
- Sostituzione del sistema di chiusura CBM
- Installazione di una protezione chiamata scudo di Whipple per i micrometeoriti e detriti spaziali
- Installazione dei retro-riflettori per i veicoli in missione sulla stazione

Inoltre vennero cannibalizzate le coperte isolanti multistrato (Multi-layer insulation - MLI) del MPLM Donatello che non avevano ancora volato. Le coperte vennero rimosse e riportate in Italia dove furono rinforzate con Nextel/Kevlar per fornire una miglior protezione contro le micro-meteoriti. I rivestimenti modificati furono installati su circa due terzi della superficie del Leonardo.

## Specifiche
- Lunghezza: 6,4 metri[8]
- Diametro: 4,57 metri[8]
- Massa al lancio: 12 872 kg[8]
- Massa a vuoto: 9 905 kg[8]